# Hitacsi (Ibaraki)
Hitacsi (日立市, Hitacsi-si) város Japánban, Ibaraki prefektúrában. 2020-ban 174 219 lakosa volt.
Keletről a Csendes-óceán határolja. Szárazföldön Naka, Hitacsióta, Takahagi és az atomerőműnek is helyet adó Tókai településekkel határos. A fővárossal, Tokióval a 6-os főút köti össze.
A települést 1889. április 1-jén alapították. Előtte, 1871-ig a Hitacsi név a régi közigazgatási beosztásban a környékbeli provincia nevét jelentette az Ibaraki prefektúra helyén.
A gyors fejlődés a Meidzsi-kor végén kezdődött, és már az elején megjelent a városban Odaira Namihei, a Hitachi márkanév alapítója, 1910-ben. A városi rangot Hitacsi 1924. augusztus 26-án kapta meg.
1976-ban Hitacsi kikötőjéből küldték vissza a Szovjetunióba Viktor Belenko disszidens MiG–25 pilóta repülőgépét.
2011. március 11-én Hitacsit is megrázta a tóhokui földrengés, kisebb károkat okozva, ám áldozatokat nem szedve.

## Népesség
A település népességének változása:
| Lakosok száma | 193 129 | 185 054 | 172 709 |
|               | 2010    | 2015    | 2021    |